# Gambaiseuil
Gambaiseuil – miejscowość i gmina we Francji, w regionie Île-de-France, w departamencie Yvelines.
Według danych na rok 1990 gminę zamieszkiwały 44 osoby, a gęstość zaludnienia wynosiła 2 osób/km² (wśród 1287 gmin regionu Île-de-France Gambaiseuil plasuje się na 1076. miejscu pod względem liczby ludności, natomiast pod względem powierzchni na miejscu 59.).